# Astragalus hemsleyi
Astragalus hemsleyi es una especie de planta del género Astragalus, de la familia de las leguminosas, orden Fabales.

## Distribución
Astragalus hemsleyi se distribuye por Afganistán y Pakistán.

## Taxonomía
Fue descrita científicamente por Aitch. & Baker ex Aitch. Fue publicada en J. Linn. Soc., Bot. 19: 158 (1882).